# 哈丁鎮區 (愛荷華州韋伯斯特縣)
哈丁鎮區（英語：Hardin Township）是位於美國愛荷華州韋伯斯特縣的一個行政鎮區。

## 地方資料
根據2010年美國人口普查的數據，哈丁鎮區的面積為39.25平方千米，當中陸地面積為38.71平方千米，而水域面積為0.54平方千米。當地共有人口140人，而人口密度為每平方千米3.57人。